# Буфало (Илиноис)
Буфало (енгл. Buffalo) је село у америчкој савезној држави Илиноис.

## Демографија
По попису из 2010. године број становника је 503, што је 12 (2,4%) становника више него 2000. године.
| Група             | 2000.       | 2010.       |
| Белци             | 473 (96,3%) | 490 (97,4%) |
| Афроамериканци    | 0 (0,0%)    | 2 (0,4%)    |
| Азијати           | 1 (0,2%)    | 1 (0,2%)    |
| Хиспаноамериканци | 6 (1,2%)    | 5 (1,0%)    |
| Укупно            | 491         | 503         |